# Las Cruces
Las Cruces é uma cidade no Condado de Doña Ana, no estado do Novo México, Estados Unidos.
Las Cruces é o centro de uma região agricultora irrigada pelo Rio Grande, que passa pelo oeste da cidade. A cidade divide em duas partes o fértil Vale do Mesilla, a planície inundável do Rio Grande, que se estende de Hatch, no Novo México, até o lado oeste de El Paso, no Texas. As montanhas Organ se encontram no leste da cidade.
La Cruces também é a sede da Universidade Estadual do Novo México, com mais de 23.000 estudantes no campus principal e mais quatro campi menores. A cidade é a sede do condado de Doña Ana.
Las Cruces realiza todos os anos o Whole Enchilada Fiesta. A principal atração desta festa é a criação de uma enchilada vermelha bem grande (geralmente com 3 metros de diâmetro) pelo dono de um restaurante local, Roberto Estrada. O mascote da festa, "Twefie", é uma grande pimenta chilli usando um sombrero. Em 2004, o Livro Guiness dos Recordes confirmou que Estrada tinha feito a maior enchilada do mundo.

## História
A área onde Las Cruces subiu foi anteriormente habitada pelos povos de Manso, com o Mescalero Apache que vivem nas proximidades. A área foi posteriormente colonizada pelo começo espanhol em 1598, quando Juan de Oñate alegou todo o território ao norte do Rio Grande para a Nova Espanha e mais tarde tornou-se o primeiro governador do território espanhol do Novo México.
A área permaneceu sob o controle da Nova Espanha até 28 de setembro de 1821, quando o primeiro império mexicano reivindicou a posse. A área também foi reivindicado pela República do Texas durante este tempo até o fim da Guerra Mexicano-Americana, em 1846-1848. O Tratado de Guadalupe Hidalgo, em 1848, estabeleceu os Estados Unidos como proprietário deste território e Las Cruces foi fundada em 1849, quando o Exército dos EUA estabeleceu os planos urbanísticos.
Mesilla tornou-se o líder povoamento da região, com mais de 2.000 habitantes em 1860, mais do que o dobro do que Las Cruces tinha. Quando o Atchison, Topeka e Santa Fé Railway chegou à área, os proprietários de terras de Mesilla recusou-se a vendê-lo os moradores de Las Cruces de direitos de passagem e, em vez doou os direitos de passagem e de terras para um depósito em Las Cruces . O primeiro trem chegou a Las Cruces em 1881 Las Cruces não foi afetada tão fortemente pela trem como algumas outras aldeias, como não era um terminal ou uma encruzilhada, mas a população fez crescer para 2.300 na década de 1880. Las Cruces foi incorporada como uma cidade em 1907.
Pat Garrett é mais conhecido por seu envolvimento no Lincoln County War, mas ele também trabalhou em Las Cruces em um caso famoso, o desaparecimento de Albert Jennings Fountain em 1896.
Crescimento de Las Cruces tem sido atribuída à universidade, empregos públicos e aposentados recentes. New Mexico State University foi fundada em 1888 e tem crescido como Las Cruces tem crescido. O estabelecimento de White Sands Missile Range, em 1944, e White Sands Test Facility em 1963 tem sido parte integrante do crescimento populacional. Las Cruces é a cidade mais próxima de cada um, e eles fornecem força de trabalho muitos empregos estáveis Las Cruces 'high-paying, Governo. Nos últimos anos, o afluxo de aposentados de fora do estado também aumentou população Las Cruces.
Na década de 1960 Las Cruces empreendeu um grande projeto de renovação urbana, destinada a converter o antigo centro da cidade em um centro da cidade moderna. Como parte deste, a Igreja Católica de St. Genevieve, construído em 1859, foi demolido para dar lugar a um pedestre Downtown Mall. As passarelas cobertas originais estão agora a ser removido em favor de uma via principal rua mais tradicional.
A origem exata do nome da cidade é desconhecido. Conta-se que foi nomeado após três cruzes em uma marcação os túmulos dos bandidos encosta, repetindo um velho conto do vale do 'Los Hermanos'. Em espanhol "Las Cruces" significa "as cruzes." (Alguns alegaram um significado alternativo de "encruzilhada", mas este é gramaticalmente implausível, como "cruce", a forma singular de encruzilhada, é masculino ea frase seria "Los Cruces".)
Tanto a Las Cruces Bowling Alley Massacre e o filme A Nightmare ocorreu em Las Cruces.

## Geografia
De acordo com o United States Census Bureau, a cidade tem uma área de 198,5 km², onde 198,1 km² estão cobertos por terra e 0,4 km² por água.

### Localidades na vizinhança
O diagrama seguinte representa as localidades num raio de 24 km ao redor de Las Cruces.

## Demografia
Segundo o censo nacional de 2010, a sua população é de 97 618 habitantes e sua densidade populacional é de 492,7 hab/km². É a segunda cidade mais populosa do Novo México. Possui 42 370 residências, que resulta em uma densidade de 213,87 residências/km².